# Astor Piazzolla: Suita Troileana (live)
Astor Piazzolla: Suita Troileana – album jedynego polskiego wirtuoza bandoneonu diatonicznego Wiesława Prządki z udziałem Orkiestry Kameralnej Polskiego Radia "Amadeus" pod dyrekcją Anny Duczmal-Mróz, wydany 25 stycznia 2019 (wydanie własne). Nagranie zrealizowane podczas koncertu w Studio Koncertowym Polskiego Radia im. Witolda Lutosławskiego w dniu 4 czerwca 2017 r. Nominacja do Fryderyka 2020 w kategorii Album Roku Muzyka Koncertująca.

## Lista utworów
| Astor Piazzolla: Suita Troileana – 2019 | Astor Piazzolla: Suita Troileana – 2019 | Astor Piazzolla: Suita Troileana – 2019 | Astor Piazzolla: Suita Troileana – 2019 |
| Nr                                      | Tytuł utworu                            | Muzyka                                  | Długość                                 |
| --------------------------------------- | --------------------------------------- | --------------------------------------- | --------------------------------------- |
| 1.                                      | „Tango pour Cloud”                      | Richard Galliano                        | 4:25                                    |
| 2.                                      | „Suita Troileana - Bandoneon”           | Astor Piazzola                          | 4:57                                    |
| 3.                                      | „Suita Troileana - Whisky”              | Astor Piazzola                          | 4:32                                    |
| 4.                                      | „Suita Troileana - Zita”                | Astor Piazzola                          | 5:09                                    |
| 5.                                      | „Suita Troileana - Escolaso”            | Astor Piazzola                          | 4:51                                    |
| 6.                                      | „Milonga del Angel”                     | Astor Piazzola                          | 6:33                                    |
| 7.                                      | „Ave Maria - Tanti anni prima”          | Astor Piazzola                          | 6:07                                    |
| 8.                                      | „Michelangelo 70”                       | Astor Piazzola                          | 3:09                                    |
| 9.                                      | „Libertango”                            | Astor Piazzola                          | 6:13                                    |
| 10.                                     | „Milonga en ay menor”                   | Astor Piazzola                          | 3:56                                    |
|                                         |                                         |                                         | 49:52                                   |

## Wykonawcy
- Wiesław Prządka – akordeon, bandoneon
- Orkiestra Kameralna Polskiego Radia AMADEUS - orkiestra
- Anna Duczmal-Mróz – dyrygent
- Aranżacja utworów: Wiesław Prządka (1, 6, 8), Bernard Chmielarz (2, 3, 4, 5), Mateusz Wysłucha (7), Bohdan Jarmołowicz (9, 10)
- Realizacja nagrań i mastering: Zbigniew Kusiak